# Mario Mantese
Mario Mantese (* 1951 in der Schweiz) ist Autor zahlreicher philosophisch-spiritueller Bücher.

## Biografie
In den 1970er Jahren war er Bassist der erfolgreichen britisch-amerikanischen Soul- und Funkband Heatwave. Während seiner Musikkarriere lebte Mantese in Deutschland, England und später in den USA.
Mantese wurde nach eigener Darstellung im Jahr 1978, beim Verlassen eines Galaabends in London, von einem Unbekannten niedergestochen. Das Messer traf ins Herz. Er war  mehrere Minuten klinisch tot, ehe er reanimiert und operiert wurde. Als er nach mehreren Monaten aus dem Koma erwachte, war er zunächst blind, stumm und am ganzen Körper gelähmt. In seiner Autobiographie schreibt er: „Mein Bewusstsein war leuchtend, kraftvoll und klar. Gleichzeitig lag ich da in einem gelähmten Körper, ohne jegliche Möglichkeit, mit der Außenwelt zu kommunizieren. Durch das Blindsein lernte ich, nach innen zu schauen und wurde hierdurch in einer besonderen Weise sehend. Das Stummsein lehrte mich die aktive Kraft der Stille und dadurch, dass ich völlig gelähmt war, lernte ich die Geduld kennen, und in ihr tiefe Zufriedenheit.“  – „Durch diesen Wandel offenbarten sich mir Lichtströme, die mich immer tiefer ins Universum mitnahmen und mir ein völlig neues Verständnis vom Leben im Universum eröffneten. Eine Vergeistigung der Sinne vollzog sich und ich erkannte, dass der Mensch tatsächlich ein kosmisches, multidimensionales Wesen ist.“
Nach eigener Aussage erkannte er, dass der Mensch auch ohne seinen physischen Körper weiterlebt, und dass das Leben in Wirklichkeit nicht ein an den Körper gebundenes Geschehen ist.
Nach sechs Monaten Rehabilitation lernte Mantese wieder sehen, sprechen und gehen und kehrte mit seiner Freundin in seine Schweizer Heimat zurück. Da er nicht mehr Bass spielen konnte und seine Gesangstimme verloren hatte, fing er an zu schreiben. Sein erstes Buch Vision des Todes schildert ausführlich seine Jenseitsreise. Weitere Bücher folgten. Seit 1983 gibt er seine Einsichten an Darshans und Zusammenkünften weiter – inzwischen unter dem Namen „Meister M“.

## Kritik
Bei InfoSekta, Fachstelle für Sektenfragen in Zürich, wird Mario Mantese der Esoterik und der Satsang-Bewegung zugeordnet. Die Beratungsarbeit der Fachstelle zeige, dass „die Beziehung zum spirituellen Lehrer Mario Mantese, sein Angebot und die Beschäftigung mit seiner Lehre bei den Betroffenen immer wieder auch zu problematischen Auswirkungen führt“.

Die Evangelische Zentralstelle für Weltanschauungsfragen veröffentlichte auf ihrer Website eine Rezension zu Manteses Buch Licht einer großen Seele:
„Manteses Ansatz ist radikaler als derjenige des Radikalen Konstruktivismus. Jegliches Denken, Fühlen und Handeln ist nach Mantese eine Täuschung und daher nicht existent – ausgenommen seine eigenen oft widersprüchlichen Ausführungen. Seine Worte gelten als Taten mit absoluter Gültigkeit, die Realitäten schaffen. Durch sein Auftreten und seine Aussagen gibt er sich den Nimbus eines Messias. Er, der Übermensch und Nicht-Jemand, wähnt sich im exklusiven Besitz der Wahrheit, teilt angeblich Gewitterwolken wie Mose das Rote Meer, heilt Sterbenskranke. Er veröffentlicht Buch um Buch und verbietet den Teilnehmenden an Intensiv-Seminaren aus urheberrechtlichen Gründen das Mitschreiben. Gegen einen kritischen Medienbericht ging er mit seinem Rechtsanwalt vor.

Mantese baut eine starke Bindung zu den Gläubigen auf, die ihn bis zur Selbstauflösung verehren. Gleichzeitig unterstreicht er kokett sein Nichtsein und die Distanz zu den Anhängern und Anhängerinnen, indem er die Beziehungen als unpersönlich beschreibt. Er spricht von der Eigenverantwortung, die jeder Mensch trage, niemand könne einem anderen die Schuld für sein Handeln geben. Gleichzeitig will er die Menschen mit seiner angeblichen „ichbrechenden Lichtstrahlung“ von Grund auf verändern und enthebt sie und sich jeglicher Verantwortung, weil alles nur Täuschung sei. Die beschriebenen psychologisch groben und herzlosen Interventionen bei ratsuchenden Anhängerinnen und Anhängern werden als „liebevolle Belehrungen“ vermittelt. Diese und andere Doppelbotschaften verstärken die Abhängigkeit und die Selbstaufgabe der Gläubigen.“

## Publikationen (Auswahl)
- Das Geheimnis vom Weissen Stein. Ein märchenhafter Roman. Drei Eichen Verlag, Hammelburg 2005, ISBN 978-3-7699-0476-5.
- Vision des Todes. Drei Eichen Verlag, Hammelburg 2005, ISBN 3-7699-0533-4.
- Im Land der Stille. Drei Eichen Verlag, Hammelburg 2005, ISBN 978-3-7699-0585-4.
- Aufbruch in die Ewigkeit. Roman. Drei Eichen Verlag, Hammelburg 2006, ISBN 978-3-7699-0522-9.
- Licht einer großen Seele. Biographie, div. Autoren. Drei Eichen Verlag, Hammelburg 2006, ISBN 978-3-7699-0595-3.
- Die Welt bist du. Aphorismen. Drei Eichen Verlag, Hammelburg 2007,  ISBN 978-3-7699-0547-2.
- Im Herzen der Welt. Autobiographie. Drei Eichen Verlag, Hammelburg 2007, ISBN 978-3-7699-0598-4.
- Das, was du wirklich bist. Ein-leuchtende Antworten von Meister M. Drei Eichen Verlag, Hammelburg 2008, ISBN 978-3-7699-0600-4.
- Lebenstiefen Deiner Seele. Gewidmet allen atmenden Lebewesen. Drei Eichen Verlag, Hammelburg 2009, ISBN 978-3-7699-0621-9.
- Gebete aus der Heiligen Quelle. Diese 64 Gebete wirken erhebend, erweckend und heilend. Sie sind mit großer, heiliger Kraft geladen. Drei Eichen Verlag, Hammelburg 2010, ISBN 978-3-7699-0640-0.
- Die Kunst des Nicht-Seins. Gewahrsein des »ALLES, was ist « und des »Nicht-Seins im Sein«. Drei Eichen Verlag, Hammelburg 2010, ISBN 978-3-7699-0645-5
- Flugstunden für Engel. Satirische Farbtupfer. Edition Spuren, Winterthur 2010, ISBN 978-3-905752-23-6.
- Leben endet nie. Reiseführer in die Ewigkeit. Edistion Spuren, Winterthur 2017, ISBN 978-3-905752-59-5.
- Magische Welten. Die Legende unsichtbaren Völker. Edition Spuren, Winterthur 2021, ISBN 978-3-905752-85-4.
- Weisheit für alle. Leise Worte von großer Wirkung. Edition Spuren, Winterthur 2022, ISBN 978-3-905752-93-9.
- Solange wir atmen. Autobiografischer Roman. Edition Spuren, Winterthur 2024, ISBN 978-3-905752-96-0.